# Pengiran Anak Sarah
Pengiran Anak Isteri Pengiran Anak Sarah (en Jawi : ڤڠيرن انق استري ڤڠيرن انق ساراه ), née le 9 avril 1987, est princesse héritière de Brunei. 

## Biographie

### Famille
Pengiran Anak Sarah est née Dayangku Sarah binti Pengiran Salleh Ab-Rahaman à Bandar Seri Begawan. Elle est  troisième enfant et seule fille de Pengiran Salleh Ab-Rahaman Pengiran Damit et Dayang Rinawaty Abdullah (née Suzanne Aeby). Son père (né le 1er juin 1950) est un membre éloigné de la famille royale et a travaillé comme assistant de laboratoire en chef à la Division des services d'eau du Département des travaux publics. Sa mère (née le 3 mars 1954 à Fribourg, Suisse) est une infirmière qui travaillait à l'hôpital Raja Isteri Pengiran Anak Saleha. Ses parents se sont rencontrés au Royaume-Uni dans les années 1970 alors qu'ils étaient étudiants.
Ses deux frères aînés sont Awangku Irwan et Awangku Adrian.
Pengiran Anak Sarah fréquenté la St. Andrew's School de 1993 à 1998, puis le Paduka Seri Begawan Sultan Science College, où elle a obtenu son baccalauréat en 2003. Elle poursuit ses études pré-universitaires dans le même collège.
Elle aime la musique, le théâtre classique et moderne.

### Éducation
Elle s'est inscrite à l'Université de Brunei Darussalam en premier cycle, où elle obtient son diplôme avec mention très bien en octobre 2010. Elle reçoit un prix du livre au cours de sa troisième année de cycle universitaire en politique publique et administration.{bachelor of arts).
Elle fut membre des cadets de l'armée de l'université et l'une des meilleures buteuses de l'équipe de netball de l'université.

### Mariage et enfants
Le 9 septembre 2004, alors au lycée, elle se marie à l'âge de 17 ans avec Al-Muhtadee Billah, le prince héritier du Brunei, âgé de 30 ans. Le mariage se tient au palais Istana Nurul Iman. La cérémonie, surnommée le «mariage asiatique de l'année», réunit des dignitaires, notamment des membres de familles royales étrangères (duc de Gloucester, prince Naruhito, prince héritier du Japon, prince Sirajuddin, raja de Perlis) et des chefs de gouvernement,. Après la cérémonie, le couple royal est conduit dans une Rolls-Royce à toit ouvert en or à travers Bandar Seri Begawan, où ils ont été accueillis par la foule. Le coût des festivités a été évalué à 2,3 millions d'euros.
Le couple a quatre enfants, qui jouissent de la qualification d'altesse royale :
- le prince Abdul Muntaqim (né le 17 mars 2007) ;
- la princesse Muneerah Madhul Bolkiah (née le 2 janvier 2011)  ;
- le prince Muhammad Aiman (né le 7 juin 2015) ;
- la princesse Faathimah Az-Zahraa' Raihaanul Bolkiah (née le 1er décembre 2017).

## Décorations
- Jordanie : 
  - Grand-cordon de l'Ordre Suprême de la Renaissance (13 Mai 2008).
- Pays-Bas :
  - Grand-croix de l'Ordre de la Couronne (21 janvier 2013)[8].